# Hniwań
Hniwań (ukr. Гнівань, hist. pol. Gniewań, Hniewań) – miasto na Ukrainie, na Podolu, w obwodzie winnickim. Ośrodek przemysłu spożywczego.
Stacja kolejowa.

## Historia
Najstarsza wzmianka o miejscowości pochodzi z 1629 roku. Leżała wówczas w województwie bracławskim prowincji małopolskiej Korony Królestwa Polskiego.
W 1793 została utracona w II rozbiorze Polski. W zaborze rosyjskim stanowiła część guberni podolskiej.
W 1938 uzyskała status osiedla typu miejskiego, a w grudniu 1981 prawa miejskie.
W 1989 liczyło 14 256 mieszkańców.
W 2013 liczyło 12 587 mieszkańców.
Urodził się tu Roman Hoppe – polski lekarz weterynarii i profesor Szkoły Głównej Gospodarstwa Wiejskiego.